# Leven (dopływ Firth of Forth)
Leven (ang. River Leven) – rzeka we wschodniej Szkocji, na terenie hrabstw Fife i Perth and Kinross, dopływ zatoki Firth of Forth (Morze Północne). Liczy 26 km długości.
Rzeka wypływa z jeziora Loch Leven, na wysokości 106 m n.p.m., i płynie w kierunku wschodnim, przepływając przez Glenrothes. Nad jej ujściem położona jest aglomeracja Levenmouth, w obrębie krótej rzeka rozdziela miasto Leven na północnym brzegu od Methil na brzegu południowym.
W górnym biegu rzeka płynie sztucznym, wyprostowanym korytem, o długości nieco ponad 5 km, przekopanym w latach 1828–1832. Na przestrzeni wieków rzeka wykorzystywana była jako źródło energii wodnej. W latach 20. XIX wieku działało na niej około 40 zakładów przemysłowych, głównie włókienniczych.